# Felix Wimberger

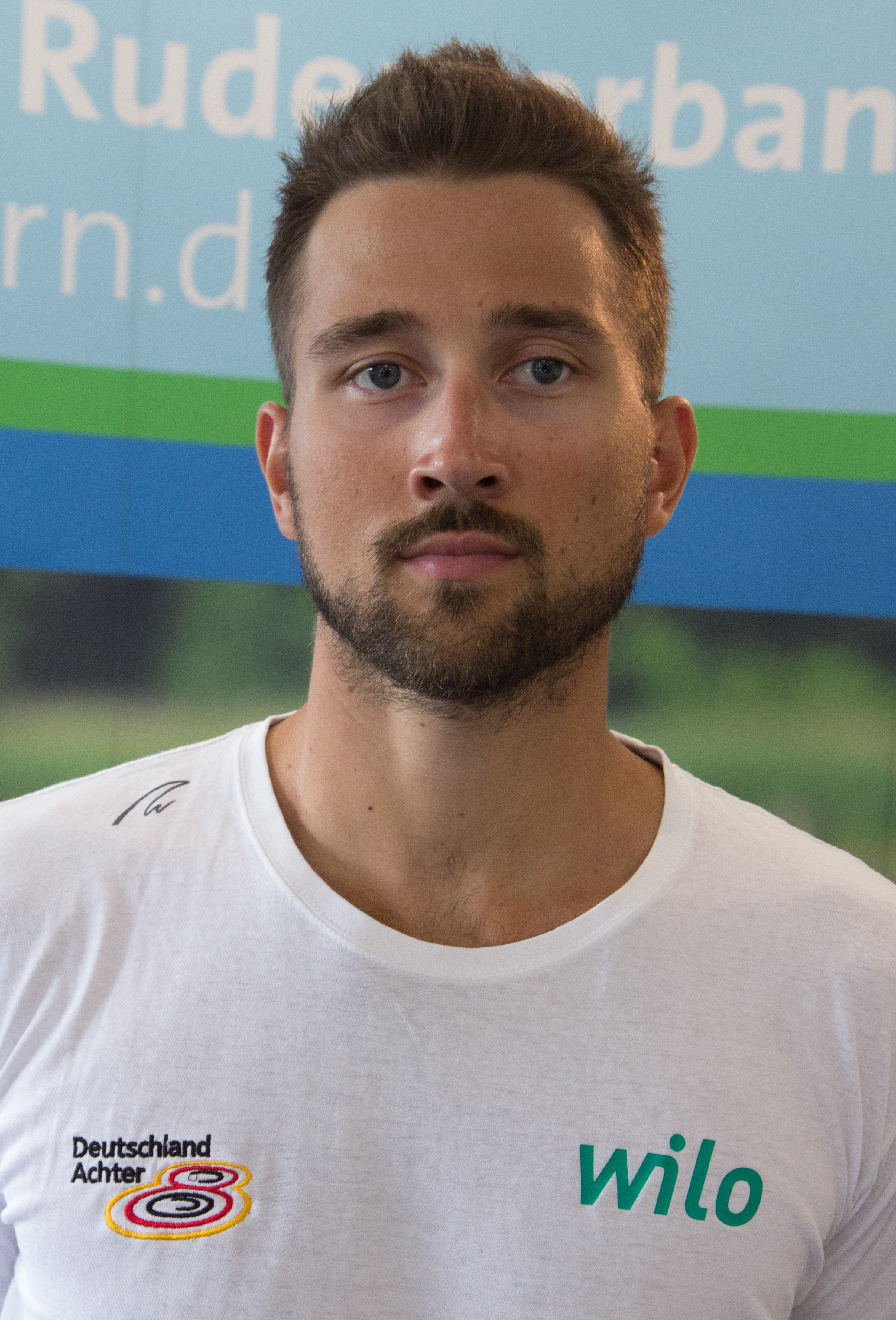
Felix Wimberger, 2017

Felix Wimberger (* 28. Februar 1990 in Vilshofen an der Donau) ist ein ehemaliger deutscher Ruderer. Mit dem Deutschland-Achter wurde er 2017 und 2018 Weltmeister.
Der 1,90 m große Wimberger begann 2000 mit dem Rudersport und startete für den Passauer Ruderverein von 1874. 2008 gewann er mit dem Achter bei den Junioren-Weltmeisterschaften. Bei U23-Weltmeisterschaften belegte er 2010 den ersten und 2012 den zweiten Platz mit dem Achter. 2013 ruderte er zusammen mit Toni Seifert, Malte Jakschik und Max Planer im Vierer ohne Steuermann und gewann die Bronzemedaille bei den Europameisterschaften, bei den Weltmeisterschaften 2013 belegte der Vierer den zwölften Platz. 2014 trat Wimberger mit dem Deutschland-Achter an und gewann Gold bei den Europameisterschaften sowie Silber hinter dem britischen Achter bei den Weltmeisterschaften. 2015 konnte sich Wimberger nicht für den Achter qualifizieren, der neugebildete Vierer ohne Steuermann mit Johannes Weißenfeld, Alexander Egler, Max Planer und Felix Wimberger belegte den sechsten Platz bei den Europameisterschaften. Mit Maximilian Korge für Egler qualifizierte sich der Vierer mit einem fünften Platz bei den Weltmeisterschaften 2015 für die Olympischen Spiele 2016. Zum Auftakt der Olympiasaison 2016 belegte der Vierer den siebten Platz bei den Europameisterschaften vor heimischem Publikum in Brandenburg an der Havel. Bei den Olympischen Spielen 2016 erreichten Maximilian Korge, Max Planer, Anton Braun und Felix Wimberger den 12. Platz im Vierer ohne Steuermann.
2017 kehrten Wimberger und Planer in den Deutschland-Achter zurück. Bei den Europameisterschaften im Mai 2017 gewann der neu zusammengesetzte Deutschland-Achter die Goldmedaille. Er erruderte später beim zweiten Weltcup eine neue Weltbestzeit und gewann schließlich auch die Goldmedaille bei den Weltmeisterschaften in Florida vor den Vereinigten Staaten und Italien. 2018 gewann der Deutschland-Achter in der gleichen Besetzung wie 2017 alle drei Regatten im Weltcup. Bei den Europameisterschaften in Glasgow siegte der Achter vor den Niederländern und den Rumänen. Anderthalb Monate später gewann der Achter auch den Titel bei den Weltmeisterschaften in Plowdiw vor den Australiern und den Briten. Bei den Europameisterschaften 2019 trat Wimberger zusammen mit Felix Brummel, Max Planer und Nico Merget im Vierer ohne Steuermann an und gewann die Bronzemedaille hinter den Briten und den Polen. 2021 war er Ersatzmann für den Deutschlandachter bei den Olympischen Spielen in Tokio und beendete seine Karriere im selben Jahr.